# لويس دي روبرت
لويس دي روبرت (بالفرنسية: Louis de Robert) ولد في 1871 وتوفى في 1937 كاتب فرنسي، حصل على جائزة فيمينا الأدبية عام 1911. كان صديق إميل زولا بعد قضية دريفوس.